# بیلی جو اسپیرز
بیلی جو اسپیرز (انگلیسی: Billie Jo Spears؛ ۱۴ ژانویهٔ ۱۹۳۷ – ۱۴ دسامبر ۲۰۱۱) یک موسیقی‌دان اهل ایالات متحده آمریکا بود. وی بین سال‌های ۱۹۵۰ تا ۲۰۱۱ میلادی فعالیت می‌کرد.